# Cully (Moulins-en-Bessin)
Cully è un ex comune francese di 171 abitanti ora frazione di Moulins en Bessin, comune situato nel dipartimento del Calvados, nella regione della Normandia.

## Società

### Evoluzione demografica
Abitanti censiti